# Aleiantus
Aleiantus là một chi bọ cánh cứng thuộc họ Scarabaeidae.